# Гуго де Бомон

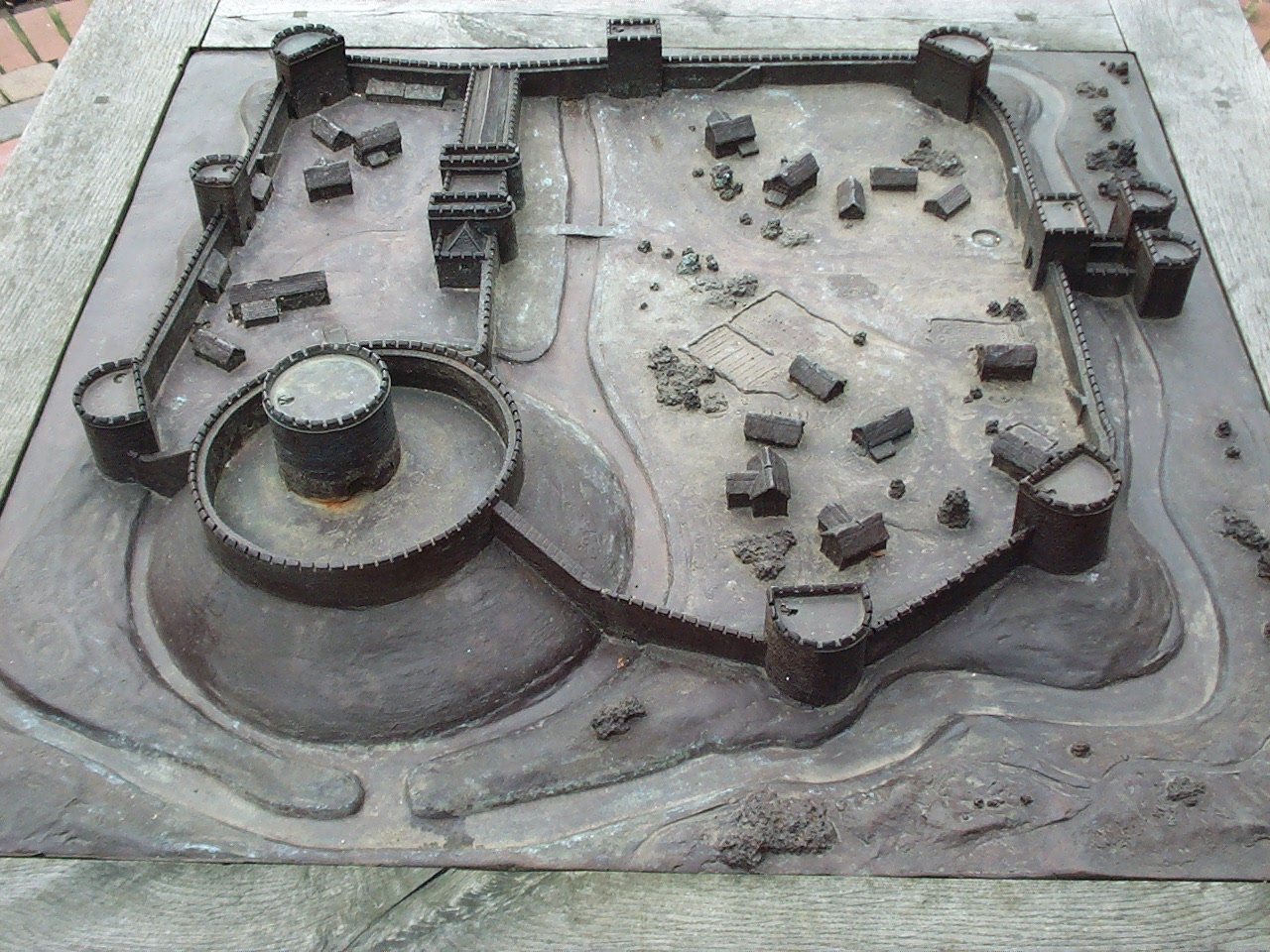
Модель реконструкции Бедфордского замка

Гуго де Бомон (англ. Hugh de Beaumont, р. 1106) — англонормандский аристократ из дома де Бомон, граф Бедфорд (1137—1141), участник гражданской войны в Англии 1135—1154 годов.

## Биография
Гуго был одним из младших сыновей Роберта де Бомона, графа де Мёлана и графа Лестера, участника нормандского завоевания Англии и одного из ближайших соратников английского короля Генриха I, и Элизабет де Вермандуа, внучки французского короля Генриха I.
Дом де Бомон в начале XII века являлся одним из самых богатых и влиятельных аристократических родов Англо-Нормандского государства. Эта позиция ещё более укрепилась после вступления на престол в 1135 году Стефана Блуаского. Старшие братья Гуго — близнецы Роберт и Галеран — заняли первые места в окружении нового короля и в значительной степени обеспечили его признание английскими и нормандскими баронами. Влиянием дома де Бомон и зависимостью от его поддержки в значительной степени объясняется покровительство, которое стал оказывать король Стефан младшему члену этой семьи Гуго де Бомону.
В отличие от старших братьев, разделивших между собой обширные владения отца, Гуго практически не имел земельной собственности. Из-за этого его даже прозвали Гуго Нищий. Но в 1137 году король организовал женитьбу Гуго на дочери Симона де Бошана, владельца сеньории Бедфорд и держателя Бедфордского замка, расположенного в стратегически важном месте к северу от Лондона. Очевидно в том же году Стефан пожаловал Гуго титулом графа Бедфорда. Этот акт стал первым в длинной череде пожалований титулов английским баронам, осуществлённых королём в 1137—1141 гг. Замок Бедфорд, однако, удерживал племянник Симона де Бошана Миль, который не подчинился приказу короля о передаче замка Гуго де Бомону и принесении оммажа за его владения в графстве. В ответ Бедфорд был осаждён армией Стефана. Осада началась, вероятно, в канун Рождества 1137 года и продолжалась несколько месяцев: король был вынужден одновременно вести военные действия против шотландцев и подавлять волнения сторонников императрицы Матильды. В конце концов замок капитулировал на почётных условиях. Торжество Гуго де Бомона оказалось недолгим: некоторое время спустя Миль де Бошан неожиданным ударом отбил Бедфорд. До 1146 года Бедфорд оставался во владении Бошанов и служил важной базой сторонников Матильды в центральных графствах.
После взятия Бедфорда в 1138 г. о Гуго де Бомоне практически ничего не известно. Очевидно, хотя он и был приверженцем короля Стефана в период гражданской войны в Англии, активного участия в боевых действиях не принимал. По причине своей бедности Гуго, в отличие от старших братьев, не имел влияния и не сыграл сколь-либо значительной роли в политической жизни страны. Вероятно около 1141 года за ним перестали признавать титул графа. О времени смерти Гуго де Бомона также ничего не известно.

## Брак и дети
Гуго де Бомон был женат на дочери Симона де Бошана, сеньора Бедфорда. Он имел по крайней мере одного сына — Гуго II де Бомона, который, в свою очередь, женился на некой Амиции де л'Иль. Бедфордская линия Бомонов пресеклась со смертью Абель де Бомон, дочери Гуго II.